# BYD Seal U
A BYD Seal U egy akkumulátoros elektromos, SUV autótípus, melyet a BYD Auto gyárt, és 2023-tól forgalmaznak Európában.

## Áttekintés
A BYD Seal U-t a 2023-as Müncheni Autószalonon mutatták be.
A Comfort felszereltség 71,8 kWh kapacitású akkumulátor jár, ami WLTP mérési ciklus szerint 420 kilométeres hatótávolságot kínál. A Design változat 87 kWh-s akkumulátora 500 kilométeres hatótávot tesz lehetővé. A Seal U összesen hatféle külső színben és kétféle belső színösszeállítással rendelhető meg. A 160 kW-os villanymotor az autó első tengelyét hajtja meg. A csomagtartó űrtartalma alapból 552 literes, de a hátsó ülések lehajtásával 1440 literesre növelhető.
Az utasok elektronikus eszközeinek töltését négy USB-csatlakozó és két telefon egyidejű töltésére alkalmas vezeték nélküli töltő biztosítja, emellett kétirányú töltés is lehetséges.

## Technikai sajátosságok
Az utastérben a 15,6 hüvelykes központi érintőképernyő forgatható, így vízszintes és függőleges helyzetbe is állítható.

### Akkumulátor
A BYD Seal U kétféle akkumulátorral érhető el: egyrészt kapható 71,8 kWh kapacitású lítium-ion akkumulátorral, amely 420 km hatótávolságot tesz lehetővé, emellett elérhető 87 kWh-s akkumulátorral is, mely 500 km-es hatótávolságot biztosít.
Fel van szerelve a V2L (Vehicle-to-Load) kétirányú töltési funkcióval, mely lehetővé teszi külső elektronikai eszközök csatlakoztatását.

## Képtár

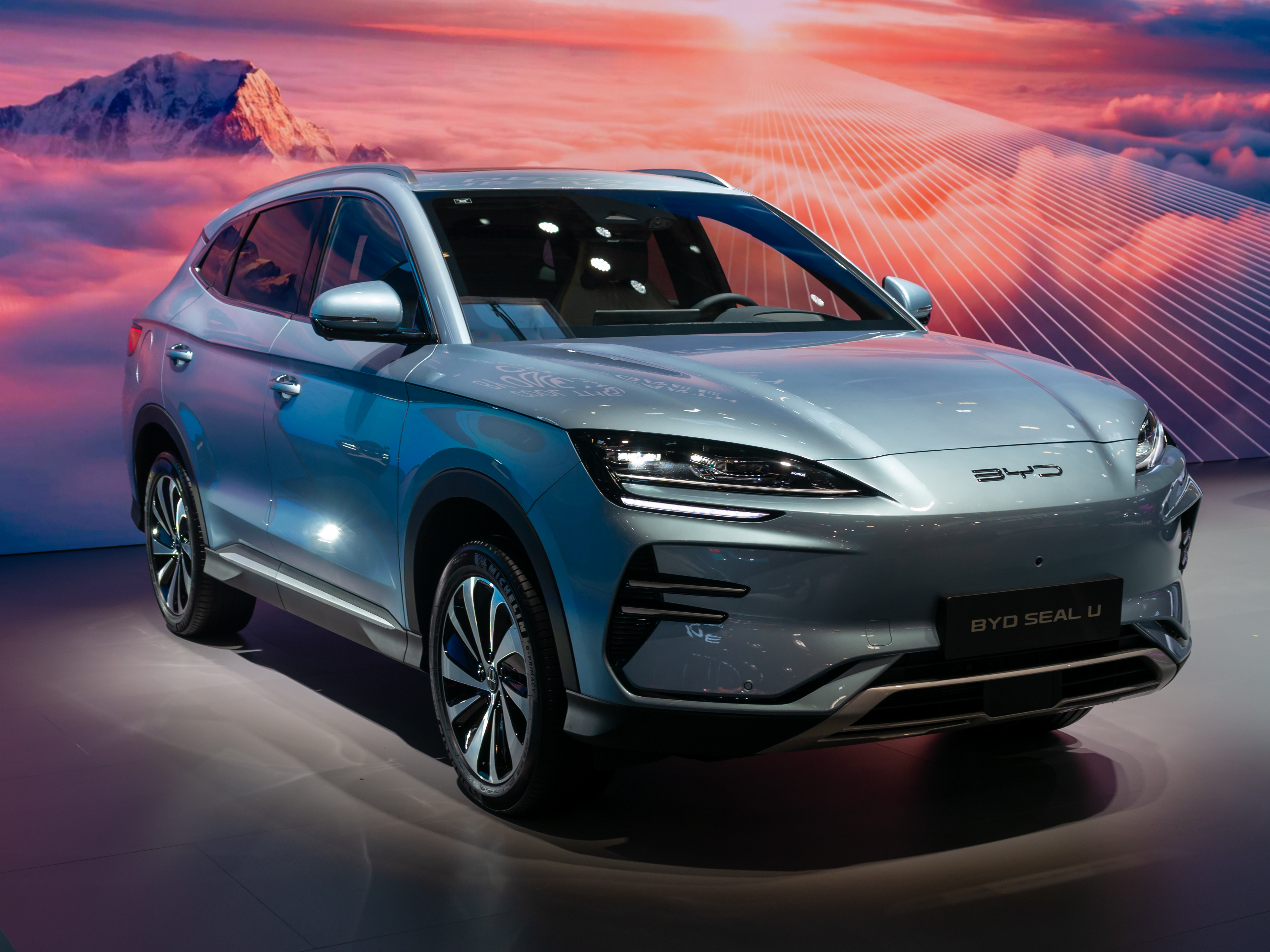
Elölnézetből
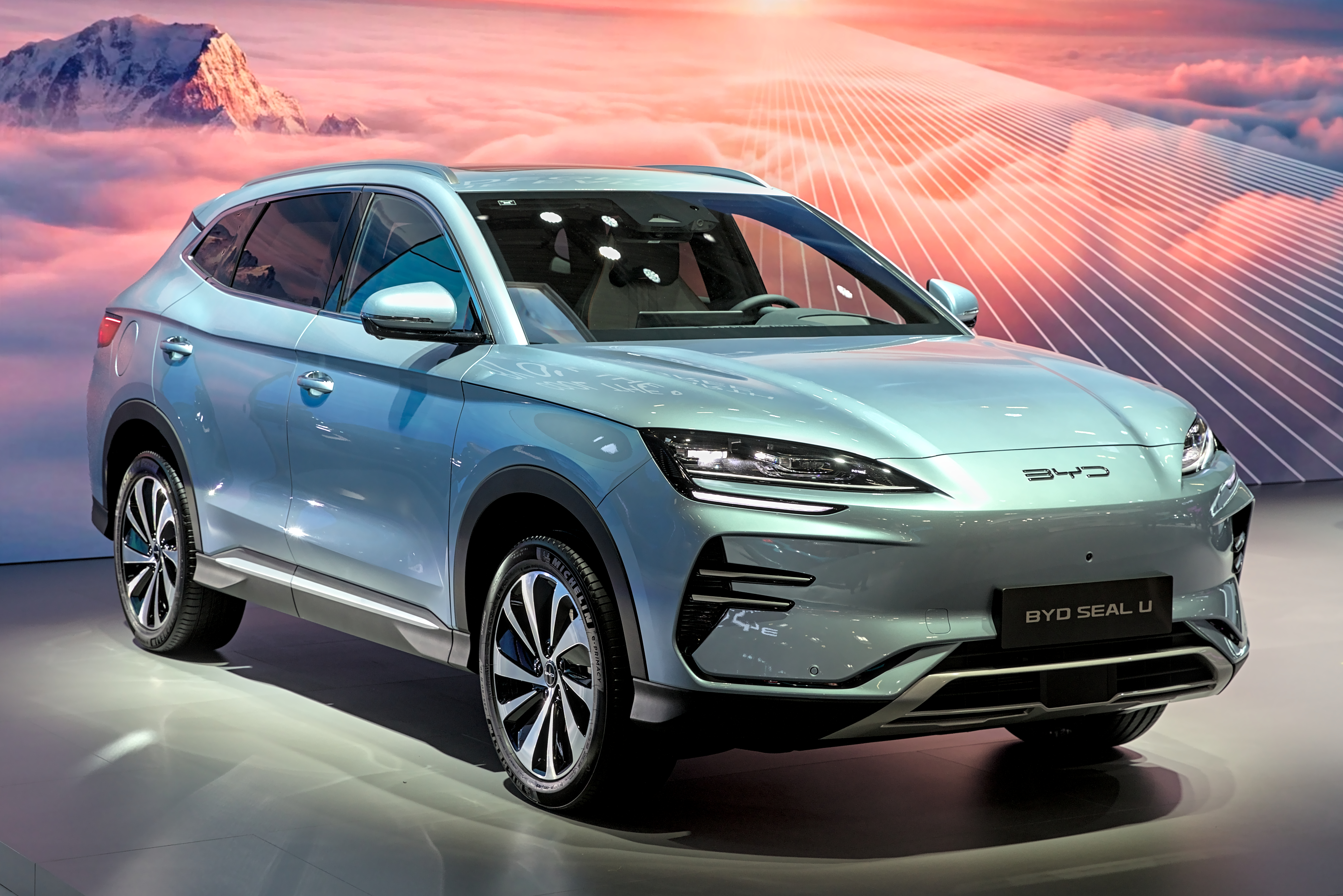
Elölnézetből
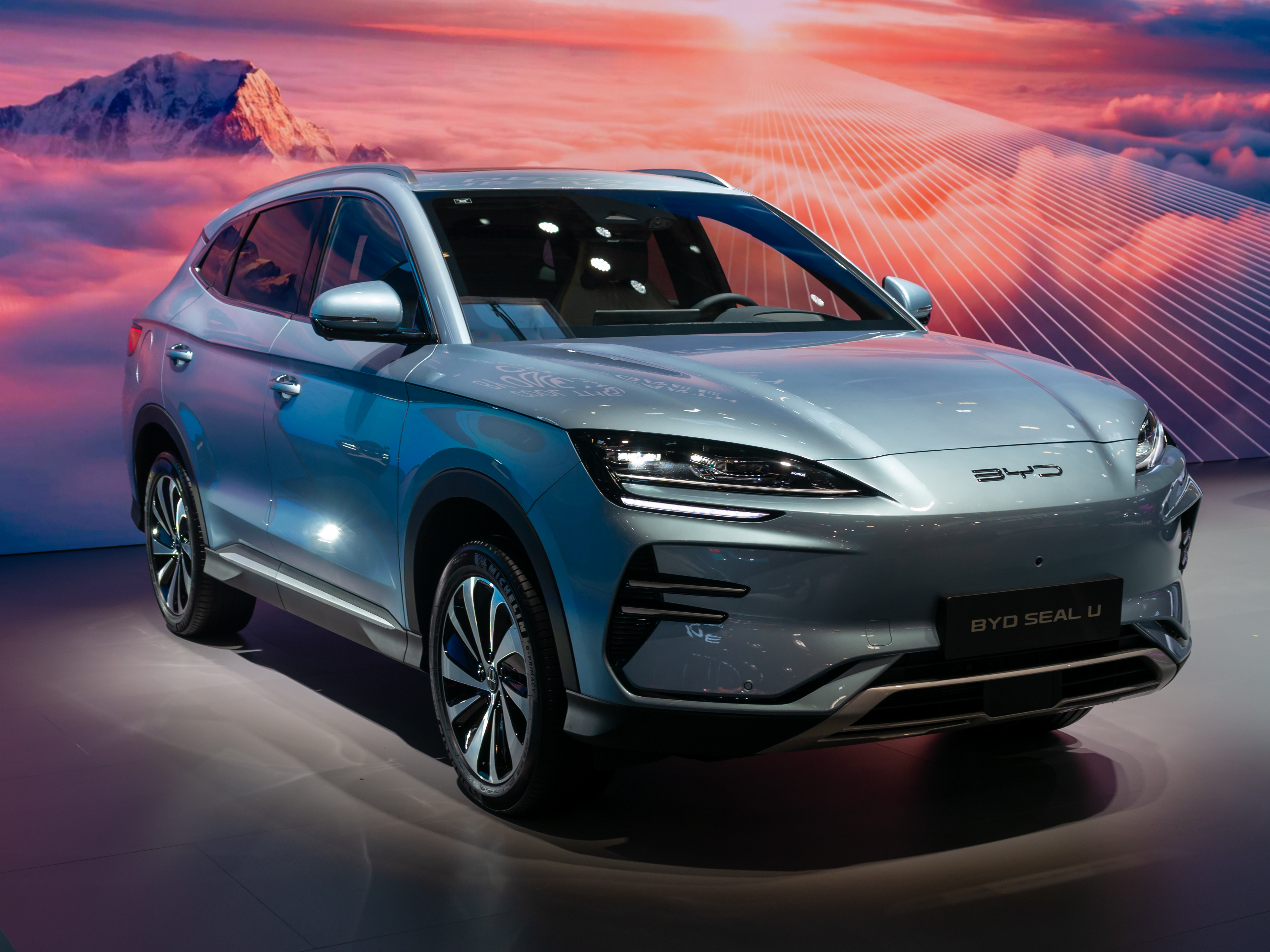
Elölnézetből
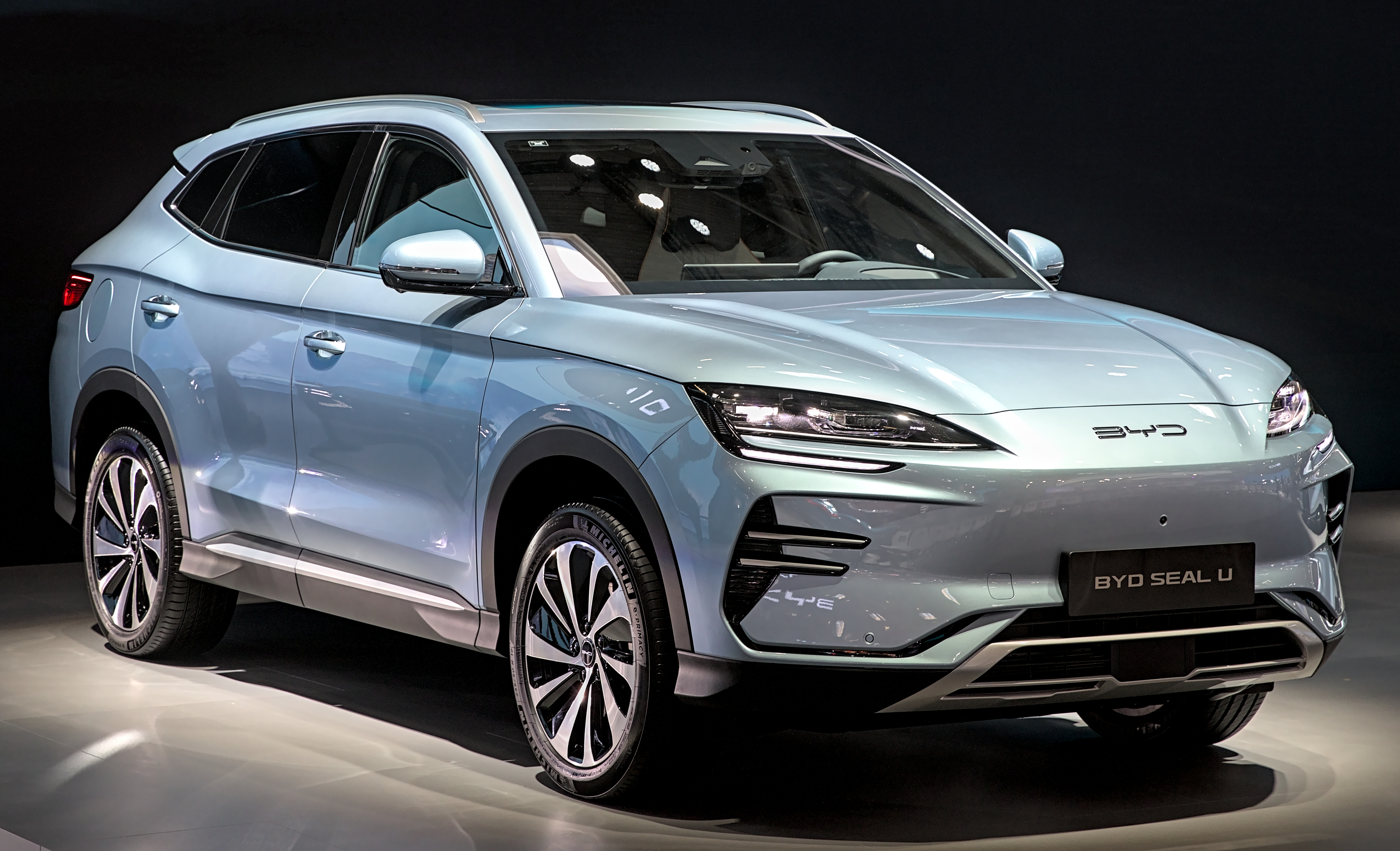
Elölnézetből
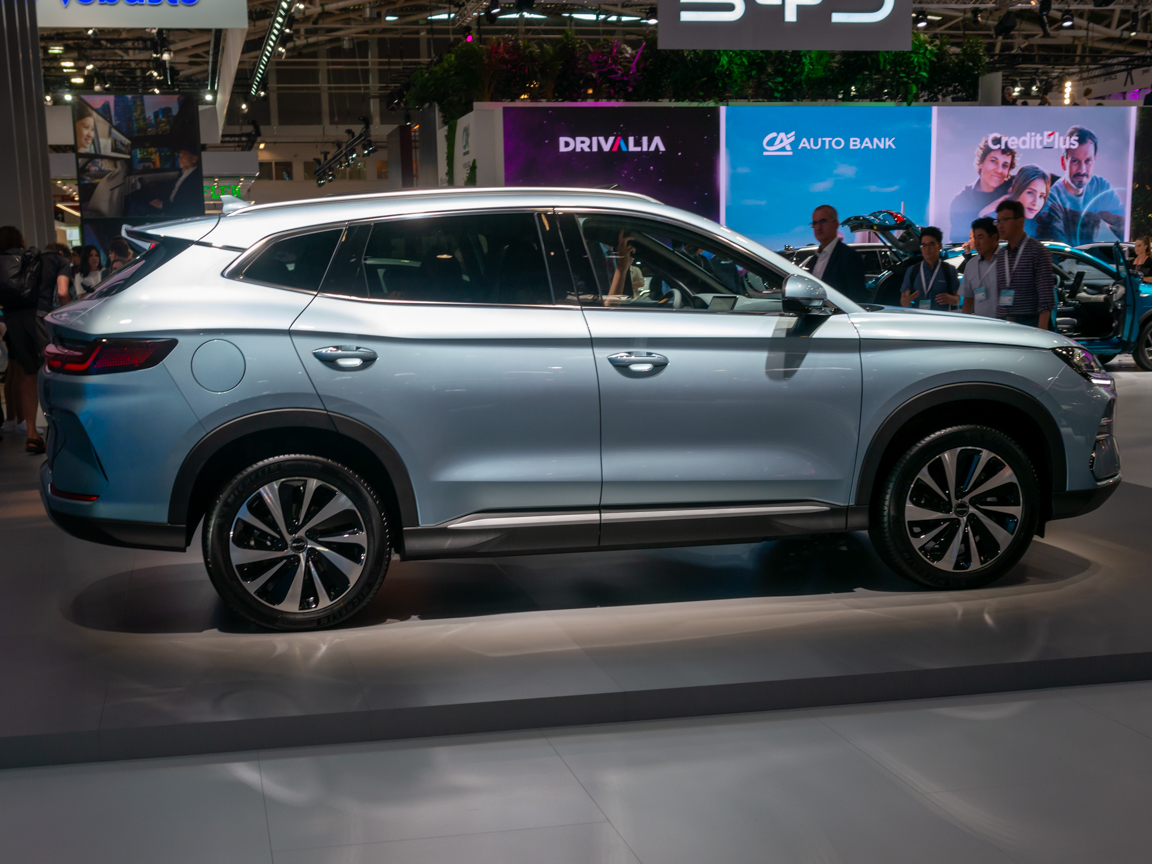
Oldalnézetből
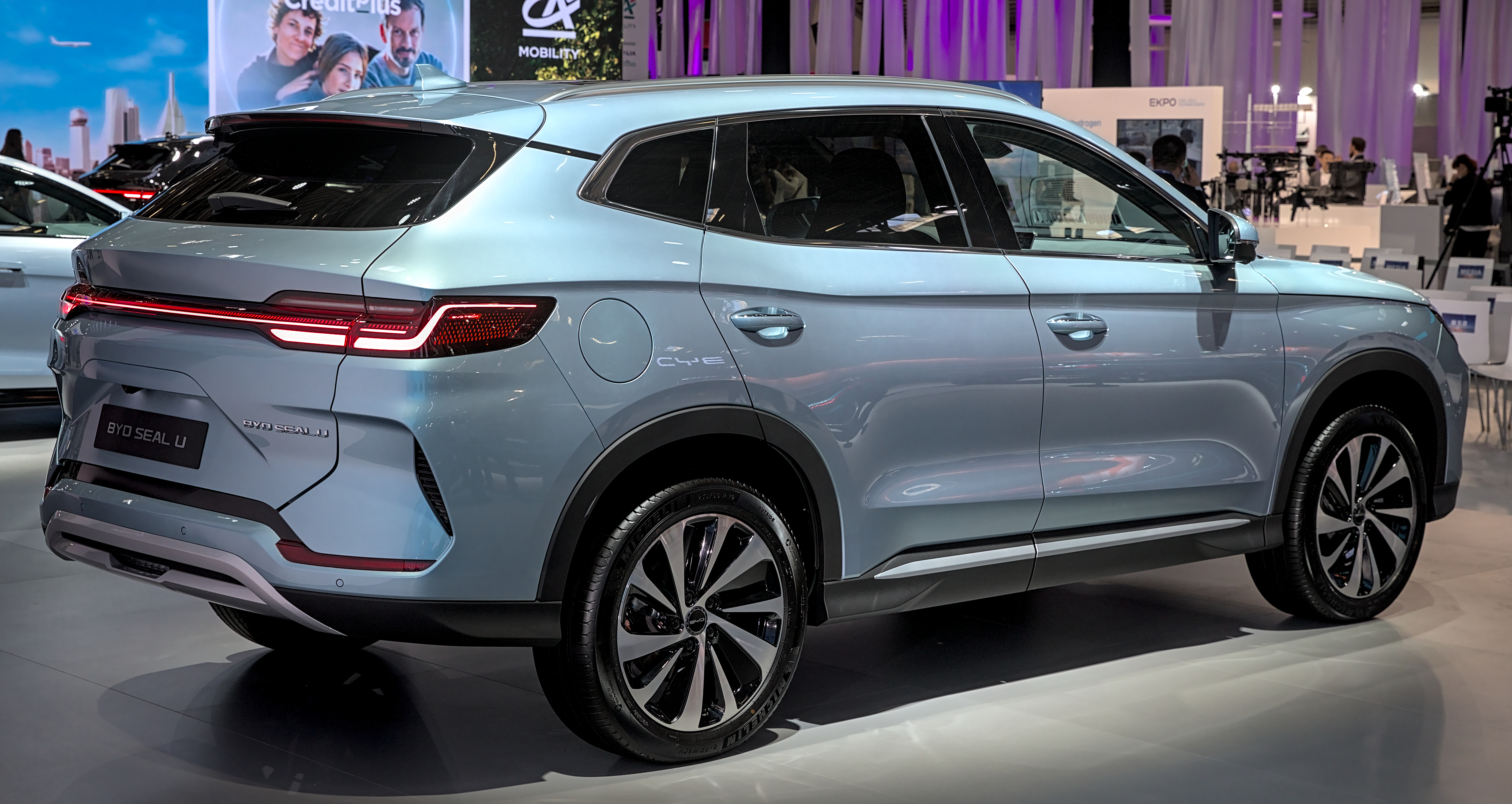
Hátulnézetből
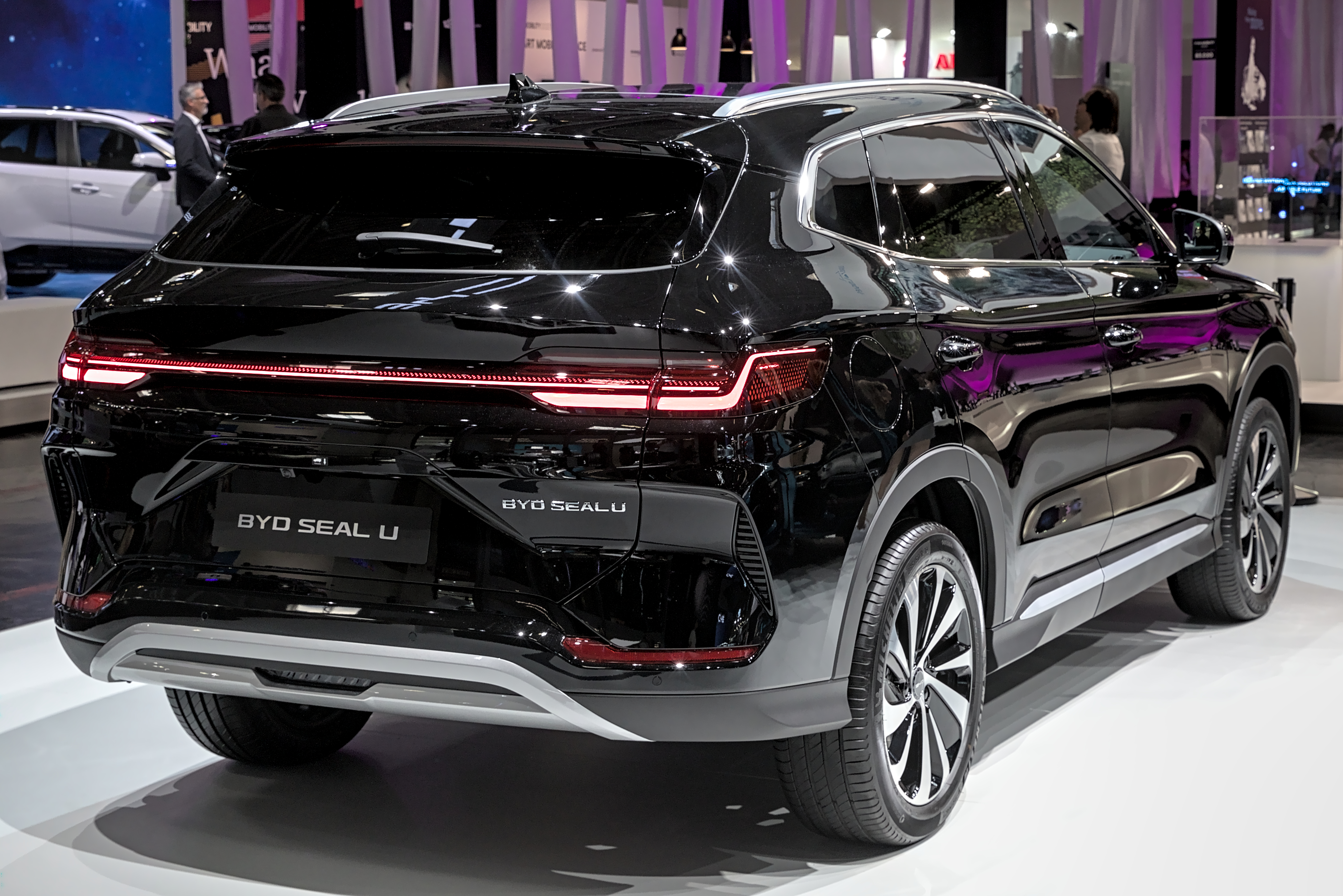
Hátulnézetből
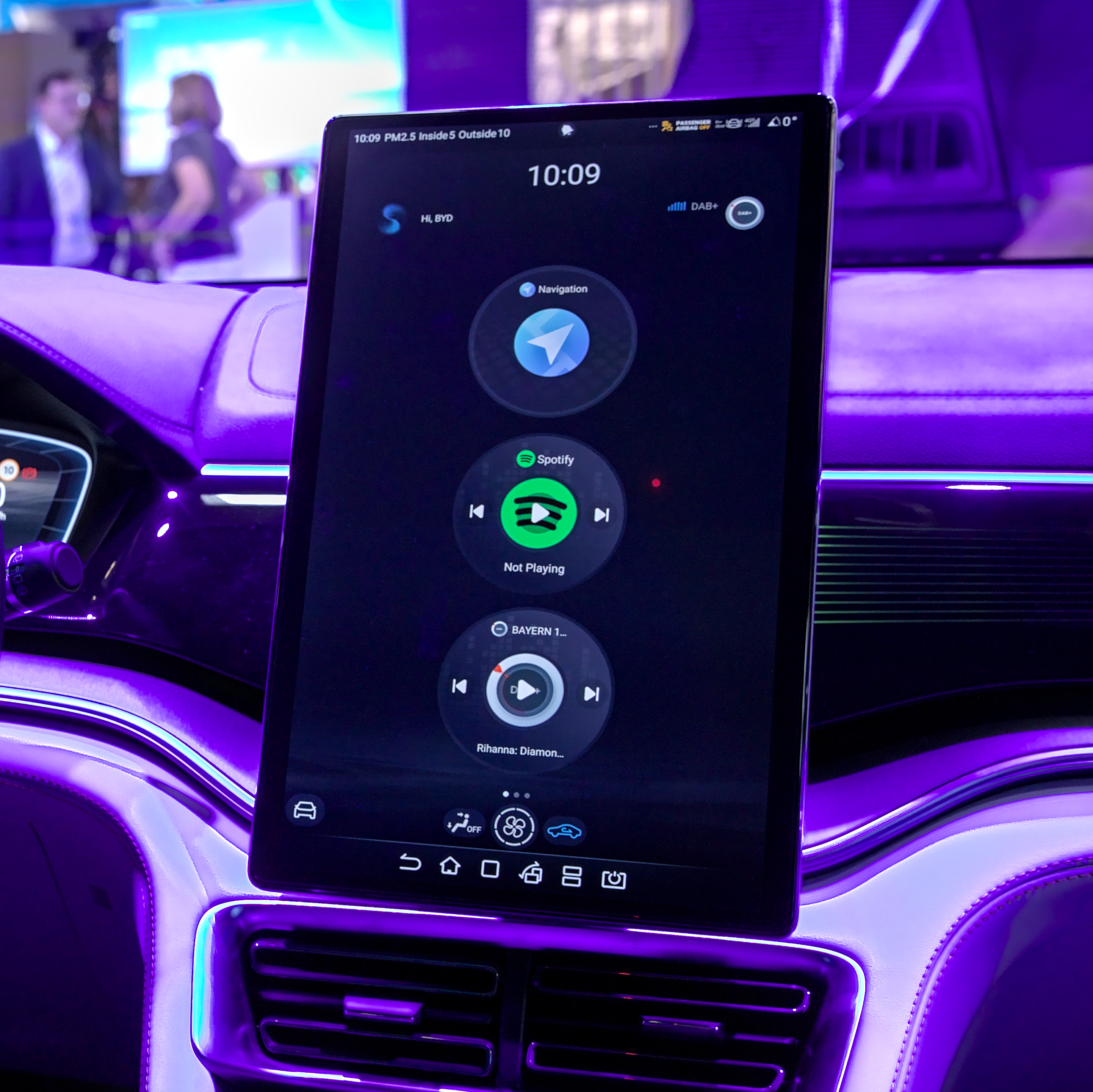
A forgatható központi érintőképernyő függőleges helyzetbe állítva
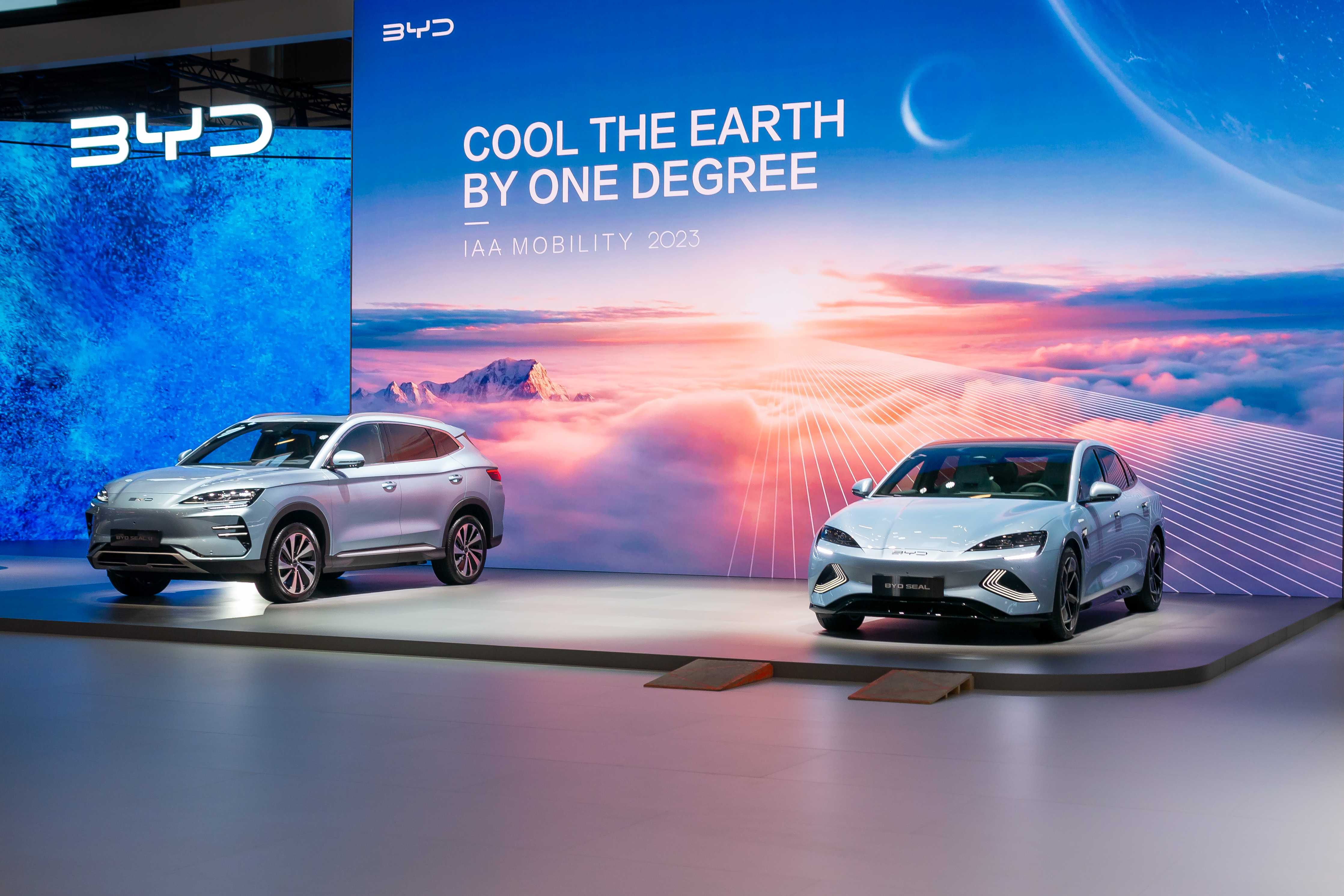
Egy BYD Seal U és egy BYD Seal egymás mellett

## Fordítás
Ez a szócikk részben vagy egészben  a   BYD Seal U című francia Wikipédia-szócikk ezen változatának fordításán alapul.  Az eredeti cikk szerkesztőit annak laptörténete sorolja fel. Ez a jelzés csupán a megfogalmazás eredetét és a szerzői jogokat jelzi, nem szolgál a cikkben szereplő információk forrásmegjelöléseként.